# Primera A 2011 Cochabamba
El campeonato de Primera A 2011 de la Asociación de Fútbol Cochabamba (AFC) fue el torneo oficial departamental de Cochabamba que definió al representante de dicha ciudad para el torneo Nacional B 2011/12 de Bolivia.
El campeón de la Primera A 2011 de la Asociación de Fútbol Cochabamba (AFC) integrará el grupo B del Nacional B 2011/12 junto a los equipos de Wilstermann, los campeones de las asociaciones de Santa Cruz, Beni, Pando y el ganador del Torneo Nacional Provincial.
El campeón de este torneo fue el Club Wilstermann por 15.ª vez en su historia.

## Equipos y estadios
Participan 8 equipos en competencia y Aurora como equipo invitado. Para esta temporada 2011 ascendieron los equipos de Dínamo de Ivirgarzama y la Escuela de Fútbol Colcapirhua, descendieron a Primera B 2011 los equipos de Racing de Punata y Cala Cala. 
| Equipo           | Provincia   | Sección Municipal | Estadio                  | Capacidad | Entrenador     |
| ---------------- | ----------- | ----------------- | ------------------------ | --------- | -------------- |
| Arauco Prado     | Cercado     | Cochabamba        | Félix Capriles           | 32.000    | Franz Taboada  |
| Aurora B         | Cercado     | Cochabamba        | Complejo del Club Aurora | 2.000     | Ramiro Soria   |
| Bata             | Quillacollo | Quillacollo       | Municipal de Quillacollo | 5.000     | Edson Coca     |
| Dínamo           | Cercado     | Cochabamba        | Félix Capriles           | 32.000    | Freedy Bolivar |
| Enrique Happ     | Cercado     | Cochabamba        | Félix Capriles           | 32.000    | Marcelo Angulo |
| Esc. Colcapirhua | Quillacollo | Colcapirhua       | Municipal de Colcapirhua | 500       | Daniel Claure  |
| Nueva Cliza      | Jordán      | Cliza             | Municipal de Cliza       | 1.500     | Carlos Arias   |
| Universitario    | Cercado     | Cochabamba        | Complejo Deportivo UMSS  | 500       | Elmer Pérez    |
| Wilstermann      | Cercado     | Cochabamba        | Félix Capriles           | 32.000    | Mauricio Soria |

## ubicación geográfica de los equipos
| Escala Departamental                                     | Área Metropolitana de Cochabamba                                            | Área Metropolitana de Cochabamba |
| -------------------------------------------------------- | --------------------------------------------------------------------------- | -------------------------------- |
| Bata Colcapirhua Dínamo Nueva Cliza Cochabamba 5 equipos | Bata Colcapirhua Wilstermann Enrique Happ Aurora Arauco Prado Universitario |                                  |

## Formato
El campeonato Primera A 2011 de la Asociación de Fútbol de Cochabamba se jugará bajo el sistema todos contra todos en dos ruedas (una de local y la otra de visitante), jugando un total de 16 partidos cada equipo.

## Tabla de posiciones
| Equipo | Equipo              | Pts | PJ | PG | PE | PP | GF | GC | DIF |
| ------ | ------------------- | --- | -- | -- | -- | -- | -- | -- | --- |
| 1      | Wilstermann (C)     | 39  | 16 | 12 | 3  | 1  | 33 | 9  | +24 |
| 2      | Enrique Happ        | 29  | 16 | 9  | 2  | 5  | 35 | 22 | +13 |
| 3      | Dínamo              | 26  | 16 | 8  | 2  | 6  | 31 | 29 | +2  |
| 4      | Arauco Prado        | 24  | 16 | 6  | 6  | 4  | 30 | 27 | +3  |
| 5      | Escuela Colcapirhua | 22  | 16 | 6  | 4  | 6  | 24 | 23 | +1  |
| 6      | Nueva Cliza         | 19  | 16 | 5  | 4  | 7  | 17 | 27 | -10 |
| 7      | Aurora B            | 17  | 16 | 4  | 5  | 7  | 25 | 30 | -5  |
| 8      | Universitario       | 12  | 16 | 2  | 6  | 8  | 24 | 32 | -8  |
| 9      | Bata                | 11  | 16 | 3  | 2  | 11 | 16 | 34 | -19 |

|  | Campeón.              |
|  | Subcampeón.           |
|  | Descenso a Primera B. |

Al ser Campeón el Club Wilstermann y al tener su puesto asegurado en el Nacional B 2011/12, la Escuela de Fútbol Enrique Happ como subcampeón del torneo, accede a la plaza por Cochabamba para el Nacional B 2011/12.
El Club Aurora "B" descendió a la categoría Primera B por tener 2 W.O. (Walkover).

### Resultados
| Aurora B               | 4 - 1 | Bata                | Estadio Municipal de Cliza | 9 de abril  | 13:50 |
| Nueva Cliza            | 0 - 1 | Arauco Prado        | Estadio Municipal de Cliza | 9 de abril  | 15:50 |
| Enrique Happ           | 3 - 2 | Universitario       | Complejo UMSS              | 9 de abril  | 15:50 |
| Dínamo                 | 5 - 3 | Escuela Colcapirhua | Estadio Evo Morales Ayma   | 10 de abril | 11:00 |
| * Descansa Wilstermann |       |                     |                            |             |       |

| Nueva Cliza                       | 1 - 0 | Wilstermann  | Estadio Municipal de Cliza       | 16 de abril | 15:30 |
| Escuela Colcapirhua               | 1 - 2 | Enrique Happ | Estadio Municipal de Colcapirhua | 16 de abril | 15:30 |
| Arauco Prado **                   | 2 - 0 | Aurora B     | Complejo UMSS                    | 16 de abril | 15:30 |
| Dínamo                            | 2 - 1 | Bata         | Estadio Evo Morales Ayma         | 17 de abril | 11:00 |
| * Descansa Universitario; ** W.O. |       |              |                                  |             |       |

| Wilstermann                    | 3 - 0 | Universitario | Estadio Félix Capriles           | 24 de abril | 15:30 |
| Dínamo                         | 5 - 2 | Arauco Prado  | Estadio Evo Morales Ayma         | 24 de abril | 11:00 |
| Nueva Cliza                    | 1 - 1 | Aurora B      | Estadio Municipal de Cliza       | 23 de abril | 15:30 |
| Bata                           | 0 - 1 | Enrique Happ  | Estadio Municipal de Quillacollo | 23 de abril | 15:30 |
| * Descansa Escuela Colcapirhua |       |               |                                  |             |       |

| Escuela Colcapirhua | 0 - 1 | Wilstermann   | Estadio Municipal de Colcapirhua | 30 de abril | 15:50 |
| Aurora B            | 1 - 1 | Dínamo        | Estadio Félix Capriles           | 1 de mayo   | 15:00 |
| Nueva Cliza         | 2 - 0 | Universitario | Estadio Municipal de Cliza       | 1 de mayo   | 15:30 |
| Arauco Prado        | 1 - 2 | Enrique Happ  | Estadio Félix Capriles           | 25 de mayo  | 18:00 |
| * Descansa Bata     |       |               |                                  |             |       |

| Enrique Happ            | 4 - 0 | Aurora B            | Complejo UMSS            | 14 de mayo | 13:30 |
| Universitario           | 0 - 0 | Escuela Colcapirhua | Complejo UMSS            | 14 de mayo | 15:30 |
| Dínamo                  | 3 - 0 | Nueva Cliza         | Estadio Evo Morales Ayma | 15 de mayo | 11:00 |
| Wilstermann             | 3 - 1 | Bata                | Estadio Félix Capriles   | 17 de mayo | 20:00 |
| * Descansa Arauco Prado |       |                     |                          |            |       |

| Enrique Happ        | 2 - 1 | Dínamo              | Estadio Félix Capriles           | 21 de mayo | 13:50 |
| Arauco Prado        | 1 - 1 | Wilstermann         | Estadio Félix Capriles           | 21 de mayo | 15:50 |
| Nueva Cliza         | 1 - 2 | Escuela Colcapirhua | Estadio Municipal de Cliza       | 21 de mayo | 15:30 |
| Bata                | 2 - 1 | Universitario       | Estadio Municipal de Quillacollo | 21 de mayo | 15:30 |
| * Descansa Aurora B |       |                     |                                  |            |       |

| Wilstermann         | 3 - 1 | Aurora B     | Estadio Félix Capriles           | 25 de mayo | 20:00 |
| Escuela Colcapirhua | 0 - 1 | Bata         | Estadio Municipal de Colcapirhua | 28 de mayo | 12:00 |
| Universitario       | 3 - 3 | Arauco Prado | Estadio Félix Capriles           | 28 de mayo | 13:50 |
| Enrique Happ        | 3 - 0 | Nueva Cliza  | Estadio Félix Capriles           | 28 de mayo | 15:50 |
| * Descansa Dínamo   |       |              |                                  |            |       |

| Aurora B                | 2 - 1 | Universitario | Estadio Félix Capriles           | 1 de junio | 17:50 |
| Wilstermann             | 2 - 0 | Dínamo        | Estadio Félix Capriles           | 1 de junio | 19:50 |
| Nueva Cliza             | 2 - 1 | Bata          | Estadio Municipal de Cliza       | 4 de junio | 15:30 |
| Escuela Colcapirhua     | 1 - 1 | Arauco Prado  | Estadio Municipal de Colcapirhua | 4 de junio | 15:30 |
| * Descansa Enrique Happ |       |               |                                  |            |       |

| Universitario          | 6 - 1 | Dínamo       | Estadio Félix Capriles           | 5 de junio  | 13:30 |
| Wilstermann            | 2 - 0 | Enrique Happ | Estadio Félix Capriles           | 5 de junio  | 15:30 |
| Arauco Prado           | 3 - 2 | Bata         | Estadio Félix Capriles           | 21 de junio | 15:30 |
| Escuela Colcapirhua    | 2 - 2 | Aurora B     | Estadio Municipal de Colcapirhua | 21 de junio | 15:30 |
| * Descansa Nueva Cliza |       |              |                                  |             |       |

| Bata                    | 0 - 4 | Dínamo              | Estadio Municipal de Quillacollo | 8 de junio | 15:30 |
| Aurora B                | 2 - 3 | Nueva Cliza         | Complejo del Club Aurora         | 8 de junio | 15:30 |
| Enrique Happ            | 2 - 3 | Escuela Colcapirhua | Estadio Félix Capriles           | 8 de junio | 17:50 |
| Universitario           | 1 - 2 | Wilstermann         | Estadio Félix Capriles           | 8 de junio | 19:50 |
| * Descansa Arauco Prado |       |                     |                                  |            |       |

| Arauco Prado        | 3 - 2 | Dínamo              | Estadio Félix Capriles           | 11 de junio | 13:50 |
| Universitario       | 0 - 2 | Escuela Colcapirhua | Estadio Félix Capriles           | 11 de junio | 15:50 |
| Bata                | 1 - 1 | Wilstermann         | Estadio Municipal de Quillacollo | 11 de junio | 15:30 |
| Nueva Cliza         | 0 - 7 | Enrique Happ        | Estadio Municipal de Cliza       | 11 de junio | 15:30 |
| * Descansa Aurora B |       |                     |                                  |             |       |

| Universitario     | 0 - 0 | Nueva Cliza         | Complejo UMSS                    | 15 de junio | 15:30 |
| Bata              | 0 - 1 | Escuela Colcapirhua | Estadio Municipal de Quillacollo | 15 de junio | 15:30 |
| Aurora B          | 3 - 0 | Enrique Happ        | Estadio Félix Capriles           | 15 de junio | 17:50 |
| Wilstermann       | 2 - 1 | Arauco Prado        | Estadio Félix Capriles           | 15 de junio | 19:50 |
| * Descansa Dínamo |       |                     |                                  |             |       |

| Arauco Prado            | 0 - 1 | Escuela Colcapirhua | Estadio Félix Capriles           | 18 de junio | 13:30 |
| Universitario           | 2 - 2 | Aurora B            | Estadio Félix Capriles           | 18 de junio | 15:30 |
| Bata                    | 1 - 1 | Nueva Cliza         | Estadio Municipal de Quillacollo | 18 de junio | 15:30 |
| Dínamo                  | 1 - 1 | Wilstermann         | Estadio Evo Morales Ayma         | 19 de junio | 11:00 |
| * Descansa Enrique Happ |       |                     |                                  |             |       |

| Universitario          | 2 - 2 | Enrique Happ | Complejo UMSS                    | 23 de junio | 11:00 |
| Escuela Colcapirhua    | 5 - 0 | Dínamo       | Estadio Municipal de Colcapirhua | 23 de junio | 15:30 |
| Arauco Prado           | 4 - 2 | Nueva Cliza  | Estadio Félix Capriles           | 9 de julio  | 17:30 |
| Bata                   | 3 - 2 | Aurora B     | Estadio Municipal de Quillacollo | 9 de julio  | 15:30 |
| * Descansa Wilstermann |       |              |                                  |             |       |

| Nueva Cliza                    | 3 - 0 | Dínamo        | Estadio Municipal de Cliza | 25 de junio | 15:30 |
| Enrique Happ                   | 5 - 0 | Bata          | Estadio Félix Capriles     | 26 de junio | 13:30 |
| Aurora B                       | 1 - 2 | Wilstermann   | Estadio Félix Capriles     | 26 de junio | 15:30 |
| Arauco Prado                   | 3 - 3 | Universitario | Estadio Félix Capriles     | 3 de julio  | 13:30 |
| * Descansa Escuela Colcapirhua |       |               |                            |             |       |

| Universitario          | 3 - 2 | Bata                | Complejo UMSS            | 29 de junio | 15:30 |
| Aurora B               | 1 - 1 | Arauco Prado        | Estadio Félix Capriles   | 29 de junio | 17:50 |
| Wilstermann            | 5 - 0 | Escuela Colcapirhua | Estadio Félix Capriles   | 29 de junio | 19:50 |
| Dínamo                 | 1 - 0 | Enrique Happ        | Estadio Evo Morales Ayma | 3 de julio  | 11:00 |
| * Descansa Nueva Cliza |       |                     |                          |             |       |

| Aurora B        | 3 - 2 | Escuela Colcapirhua | Complejo del Club Aurora | 2 de julio  | 11:00 |
| Wilstermann     | 1 - 0 | Nueva Cliza         | Estadio Félix Capriles   | 3 de julio  | 15:30 |
| Enrique Happ    | 2 - 2 | Arauco Prado        | Estadio Félix Capriles   | 6 de julio  | 15:50 |
| Dínamo          | 3 - 0 | Universitario       | Estadio Evo Morales Ayma | 10 de julio | 11:00 |
| * Descansa Bata |       |                     |                          |             |       |

| Nueva Cliza                       | 1 - 1 | Escuela Colcapirhua | Estadio Félix Capriles           | 6 de julio  | 13:30 |
| Enrique Happ                      | 0 - 4 | Wilstermann         | Estadio Félix Capriles           | 9 de julio  | 19:30 |
| Bata                              | 0 - 2 | Arauco Prado        | Estadio Municipal de Quillacollo | 13 de julio | 15:30 |
| Dínamo **                         | 2 - 0 | Aurora B            | Estadio Evo Morales Ayma         | 17 de julio | 11:00 |
| * Descansa Universitario; ** W.O. |       |                     |                                  |             |       |

| Campeón AFC 2011 Wilstermann 15vo Título Local |